# كاسيكاسيما
كاسيكا سيما (بالإنجليزية: Mount Kasikasima) من بين أعلى القمم الجبلية في سورينام على 718 مترا (2،360 قدم).

## وصلات خارجية
- صورة لقمة الجبل
- موقع حول كاسيكاسيما